# Wojciech Sych
Wojciech Aleksander Sych (ur. 12 października 1963 w Gnieźnie) – polski prawnik, doktor nauk prawnych, sędzia sądów powszechnych i Sądu Najwyższego. Od 2019 sędzia Trybunału Konstytucyjnego, od 2019 członek, a od 2020 zastępca przewodniczącego Państwowej Komisji Wyborczej.

## Życiorys
W 1987 ukończył studia prawnicze na Wydziale Prawa i Administracji Uniwersytet im. Adama Mickiewicza w Poznaniu. Odbył aplikację prokuratorską, zakończoną 1 października 1990 złożeniem egzaminu prokuratorskiego. Pracował w Prokuraturze Rejonowej we Wrześni, początkowo jako asesor, a od 30 listopada 1991 jako prokurator. Od 3 sierpnia 1995 sędzia sądu rejonowego. Orzekał w Sądzie Rejonowym w Poznaniu i Sądzie Rejonowym w Gnieźnie. Od 8 maja 2001 sędzia Sądu Okręgowego w Poznaniu. Orzekał tam jako sędzia pierwszoinstancyjny, odwoławczy i penitencjarny. W okresie od listopada 2013 do lutego 2016 orzekał na delegacji w Sądzie Apelacyjnym w Poznaniu. W okresie od września do listopada 2017 orzekał na delegacji w Sądzie Najwyższym. 10 października 2018 prezydent Andrzej Duda powołał go do pełnienia urzędu sędziego Sądu Najwyższego. Orzekał w Izbie Karnej tego Sądu.
28 czerwca 2005 uzyskał stopień doktora nauk prawnych (specjalność – prawo karne), za pracę pt. „Wpływ pokrzywdzonego na tok postępowania przygotowawczego w polskim procesie karnym”, napisaną pod kierunkiem prof. Stanisława Stachowiaka. Wykładowca w Krajowej Szkole Sądownictwa i Prokuratury oraz studiów podyplomowych prawa karnego materialnego i procesowego na Wydziale Prawa i Administracji Uniwersytetu Jagiellońskiego w Katedrze Prawa Karnego.
Członek Komisji Kodyfikacyjnej Prawa Karnego (kadencja 2013–2017).
W kwietniu 2019 został zgłoszony jako kandydat na sędziego Trybunału Konstytucyjnego na miejsce Sławomiry Wronkowskiej-Jaśkiewicz, której kadencja upłynęła 6 maja 2019. 26 kwietnia 2019 został wybrany przez Sejm na sędziego Trybunału Konstytucyjnego. 8 maja 2019 prezydent Andrzej Duda odebrał od niego ślubowanie na sędziego Trybunału Konstytucyjnego. 29 lipca 2019 został powołany w skład PKW.
22 października 2020 był w składzie orzekającym Trybunału Konstytucyjnego, w którym TK wydał wyrok o niezgodności z Konstytucją Rzeczypospolitej Polskiej wykonywania aborcji z powodu ciężkiego i nieodwracalnego upośledzenia płodu albo nieuleczalnej choroby zagrażającej jego życiu. Wyrok Trybunału został negatywnie oceniony pod względem proceduralnym i merytorycznym przez zespół ekspertów pod przewodnictwem prof. Marka Chmaja i doprowadził do wybuchu protestów przeciwko zmianie przepisów aborcyjnych na ogólnokrajową skalę.

## Publikacje
Autor publikacji obejmujących problematykę karnoprocesową.

## Kontrowersje
W środowisku prawniczym i politycznym legalność jego nominacji na stanowisko sędziego Sądu Najwyższego po zmianie ustawy o Krajowej Radzie Sądownictwa jest przedmiotem kontrowersji ze względu na zarzuty co do sposobu obsadzenia części składu tej Rady.
W latach 2001–2002 Wojciech Sych, będąc sędzią Sądu Okręgowego w Poznaniu, zasiadał w radzie nadzorczej Miejskiego Przedsiębiorstwa Gospodarki Komunalnej i Mieszkaniowej w Gnieźnie.
Według artykułu w „Gazecie Wyborczej” Sych naruszył w ten sposób prawo o ustroju sądów powszechnych, które od dnia wejścia w życie, 1 października 2001, zakazywało łączenia tych stanowisk. Zdaniem „Gazety” naruszenie trwało w rzeczywistości do 12 sierpnia 2004, kiedy to Sych został wykreślony z Krajowego Rejestru Sądowego. Stanowisko „Gazety” nie uwzględnia sprostowania wydanego przez Trybunał Konstytucyjny, zgodnie z którym Sych zrezygnował z członkostwa w radzie nadzorczej wraz z wygaśnięciem zgody ówczesnego Prezesa Sądu Okręgowego w Poznaniu w czerwcu 2002, a opóźnienie wykreślenia go z KRS było skutkiem zaniedbania ze strony osób odpowiedzialnych.
Z kolei w opinii portalu wPolityce.pl sędzia w ogóle nie naruszył prawa, gdyż dysponował zgodą Prezesa Sądu Okręgowego w Poznaniu i z jej wygaśnięciem w czerwcu 2002 ustąpił ze stanowiska członka rady nadzorczej.